# برنارد هيكل
برنارد هيكل (مواليد 1968) أستاذ جامعي في دراسات الشرق الأدنى ومدير معهد الدراسات عبر الإقليمية للشرق الأوسط المعاصر وشمال إفريقيا وآسيا الوسطى بجامعة برينستون. وقد وصفه الصحفي غرايم وود بأنه «المرجع العلماني الأول في أيديولوجية تنظيم الدولة الإسلامية».
نشأ هيكل، من أصل لبناني «إيراني»، في لبنان والولايات المتحدة. حصل على زمالة فولبرايت في اليمن عام 1992–1993. حصل على درجة البكالوريوس في السياسة الدولية من جامعة جورجتاون، وفي عام 1998 حصل على الدكتوراه. في الدراسات الإسلامية والشرق أوسطية من جامعة أكسفورد. بعد أن عمل كزميل أبحاث ما بعد الدكتوراه في جامعة أكسفورد للدراسات الإسلامية، التحق بجامعة نيويورك في عام 1998 كأستاذ مشارك قبل أن يتولى منصبه في جامعة برينستون. حصل على زمالة في غوغنهايم في عام 2010.
بالإضافة إلى اللغة الإنجليزية، يجيد هيكل اللغتين العربية والفرنسية وقد قام بتدريس اللغة العربية بمستوى متقدم في جورج تاون وأكسفورد وبرينستون.

## الكتب
- المملكة العربية السعودية في مرحلة انتقالية؛ رؤى حول التغيير الاجتماعي والسياسي والاقتصادي والديني. (مطبعة جامعة كامبريدج، 2015) مُحرر مشارك مع توماس هيجهامر وستيفان لاكروا.[7] (بالإنجليزية)
- النهضة والإصلاح في الإسلام: ميراث محمد الشوكاني (دراسات كامبردج في الحضارة الإسلامية، مطبعة جامعة كامبريدج، 2003).[8][9] (بالإنجليزية)

## وصلات خارجية
- برنارد هيكل: الكثير من المسلمين محرجون من داعش. أندرسون كوبر 360 درجة. سي إن إن. 23 فبراير 2015 (بالإنجليزية)